# William Neville Gardiner
Le lieutenant-général William Neville Gardiner (23 avril 1748 - 7 février 1806) est un soldat britannique pendant la Révolution américaine et plus tard un diplomate. Il est ministre plénipotentiaire à Bruxelles 1791, à Varsovie 1793 et commandant en chef des forces en Nouvelle-Écosse et au Nouveau-Brunswick (1805-1806).

## Carrière
Il combat lors de la révolution américaine dans le 45e régiment d'infanterie. Il sert lors de la campagne de Boston, comme aide de camp de Sir William Howe, 5e vicomte Howe. Alors qu'il est dans le 10e régiment de fantassins, Gardiner combat lors de la campagne de Philadelphie (1777) et est blessé lors de la bataille de Monmouth. Howe dit de lui que "le capitaine. Gardiner est toujours le premier sur le terrain et le dernier à le quitter. ".
Gardiner commande le 88e régiment d'infanterie en 1782, puis l'année suivante il devient colonel dans le 99e régiment d'infanterie (Jamaica Regiment).
En 1789, Gardiner est envoyé aux Pays-Bas autrichiens pendant la révolution. Il rend compte de l'état de la forteresse de Luxembourg. Il est en poste à Bruxelles jusqu'en 1792.
En 1792, il devient ministre plénipotentiaire à Varsovie (1792). Il est là lors de l'Insurrection de Kościuszko, la bataille de Praga, où il a dû maintenir 300 personnes à l'ambassade (1794).
Gardiner est élu député à la Chambre des communes irlandaise pour Clogher, mais est déclaré non dûment élu le 3 février 1800. Il est ensuite réélu pour Thomastown sous le patronage de Lord Clifden et prête serment le 8 mai 1800. Ses fonctions de député ont été brèves, la dernière réunion du Parlement d'Irlande avant l'Union ayant eu lieu le 2 août de la même année. Il occupe la sinécure de gouverneur de Kinsale de 1801 jusqu'à sa mort.
À Dublin, le commandant en chef, Lord Charles Cornwallis le décrit «comme le lac de manière, mais plus grave». Il commande le King's Royal Rifle Corps dans le cadre de l'organisation défensive du Royaume-Uni pendant la guerre de la Troisième Coalition.
En 1805, Gardiner est nommé commandant en chef de la Nouvelle-Écosse et du Nouveau-Brunswick. Il est décédé à Halifax, en Nouvelle-Écosse, l'année suivante et est enterré dans la crypte de Église Saint-Paul d'Halifax.

## Famille
Il est le fils de Charles Gardiner, mort en 1769 et frère de Luke Gardiner (1er vicomte Mountjoy) (mort en 1798). Il épouse la plus jeune fille de Richard Wrottesley (7e baronnet).